# Лещинські
Лещи́нські (пол. Leszczyńscy)  — вигаслий польський шляхетський рід гербу Венява. Володіли маєтком Метявичі та ін

## Генеалогія
Великопольский шляхетський рід. Родове «гніздо» — Лешно у Всхувській землі.

### Представники

- Рафал (пом. бл. 1467) — каштелян пшементський
  - Ян (пом. 1492) — декан вармійський, пробст крушвицький, канонік, кантор і кустос ґнєзненський, кантор і пробст познанський.
  - Павел
  - Якуб
  - Рафал (пом. 1501) — каштелян спицімєзький, ґнєзненський, познанський, надвірний маршалок; староста ленчицький, бжесць-куявський і ковальський, радзеювський, сєрадзький, конінський, пшедецький, пиздрський і косьцянський; граф Священної Римської імперії.
    - Рафал (пом. 1560) — каштелян пшементський, староста радзеювський.
      - Вацлав (пом. 1565).

  - Каспер (пом. 1513) — підкоморій каліський, староста крушвицький і радзеювський.
    - Рафал (пом. 1527) — єпископ перемишльський і плоцький, каштелян льондзький, староста члухувський.
    - Ян (пом. 1535) — придворний королівський, підкоморій каліський, каштелян бжесць-куявський; староста радзеювський.
      - Рафал — брест-куявський воєвода, був одним з ватажків протестантської шляхти на сеймах часу Сигізмунда ІІ Августа.  Дужина — Барбара Вольська з Підгаєць
        - Анджей
          - Рафал — белзький воєвода, за Сигізмунда III займав одне з чільних місць серед кальвіністської шляхти, але перед смертю (пом. у 1636 р.) перейшов на католицизм.
            - Анджей — син Рафала, дідич Старого та Нового Чорторийськів, 2-х новозаснованих міст на Волині: Рафалова над річкою Боровою, Любахова — над Стирем, опікувався кальвінськими зборами в Романові, Берестечку.[2]
              - Богуслав — староста самбірський, остерський
                - Рафал — великий коронний підскарбій (скарбник), був послом у Туреччині і залишив рукопис: «Dyaryjusz poselstwa do Turcyi, w roku 1699 odbytego», що зберігається в спб. публічній бібліотеці. Написав історичну поему «Chocim», розум.
                  - Станіслав (1677—1766) — воєвода познанський, в 1704 році на вимогу шведського короля Карла XII був обраний конфедерацією Великопольській шляхти королем польським на місце оголошеного позбавленим влади Августа II. У 1706 р., за Альтранштедтським договором з Карлом XII, Август ІІ визнав С. Лещинського королем, але після Полтавської битви оголосив цей договір недійсним. Позбавлений шведської підтримки, С. Лещинський відмовився від корони і відправився до Франції, де з його дочкою Марією одружився Людовик XV. По смерті Августа II у 1733 р. Потоцькі висунули в Польщі кандидатуру Лещинського, яку обіцяла підтримувати і Франція. Росія і Австрія рішуче виступили проти цієї кандидатури, пропонуючи в королі сина Августа II, курфюрста саксонського (див. Варшавська конвенція). Коли, незважаючи на протидію цих держав, більшість сейму вибрало Лещинського, російські війська під начальством Лассі вступили до Польщі і примусили Лещинського з його прихильниками замкнутися в Данцігу. Змінивши Лассі, Мініх змусив це місто до здачі; Лещинський утік за кордон і поселився в Лотарингії, де жив (в Нансі) оточений освіченими французами і польською молоддю. Тут він заснував школу для польського юнацтва.

        - Вацлав (1576–1628) — староста кам'янський, великий канцлер коронний (1625–1628).
          - Анджей (1608–1658) — архієпископ гнезненський і примас Польщі (1653–1658), великий канцлер коронний (1650–1653)
          - Владислав
            - Вацлав
              - Маґдалена — дружина Павела Дзялинського.

## гербу Помян

### Представники
- Ян — чесник кам'янецький

## Невідомий герб
У к. ХІХ-поч. ХХ ст. власником сел Гальчинець та Сьомаки Волинської губернії був шляхтич Ян Лещинський, син Яна Непомуцена.